# Tricyrtis
Tricyrtis é um género botânico pertencente à família Liliaceae.

## Espécies
Espécies incluídas:
- Tricyrtis affinis Makino
- Tricyrtis amethystina Masam.
- Tricyrtis chinensis Hiroshi Takahashi
- Tricyrtis hirta (Thunb.) Hook.
- Tricyrtis latifolia Maxim.
- Tricyrtis macropoda Miq.
- Tricyrtis stolonifera
- Tricyrtis viridula Hiroshi Takahashi
- Tricyrtis yatabeana Masam.

1. ↑  «Tricyrtis — World Flora Online». www.worldfloraonline.org. Consultado em 19 de agosto de 2020